# 坂俊介
坂 俊介（ばん しゅんすけ、1978年〈昭和53年〉7月1日 - ）は、RSK山陽放送 (RSK) ラジオ局ラジオ制作部主査、アナウンサー。

## 来歴
幼少時には百合丘（文化放送社宅）、調布、三田で育った。実家は神楽坂近くにある。攻玉社中学校・高等学校、早稲田大学卒業。
2002年 RSK山陽放送入社（同期は小沢典子）。
2016年にアナウンス職に復帰。
父親は元文化放送アナウンサーの坂信一郎。既婚。

## 人物・エピソード
- 父がフリーアナウンサーになった1988年に一家は引っ越すことになったために転校することになり、学校の友達とも別れ、その上父は仕事でほとんど家に居なかったという。小学生時代の当人はそんな父が好きではなく、当時はアナウンサーになろうとは思っていなかったという[3]。
- 学生時代に所属した早稲田大学アナウンス研究会[4]では委員長を務めた。
- 2002年に入社時、アナウンス部に配属されたが、RSKラジオニュースで2分間居眠りをしたことがきっかけで、わずか1年で報道部へ異動となった[1]。
- 報道部異動後4年間報道記者を務め[3]、営業部への異動が決まった時に、営業部の先輩から「部長は今まで出会ったことの無いくらいのいい人だ。だまされたと思って来い」と言われ、行ってみたら当人曰く「その通りの部下を守ってくれるようないい人だった」ということで、初めて「この人のために仕事をしたい」と思ったという[3]。この間12年間アナウンス職を離れていたが、営業部時代に立ち上げたスポンサーPR番組でのラジオパーソナリティぶりがきっかけとなり、2016年にアナウンス職に復帰した。（ただし、アナウンス部ではなく、ラジオ制作部所属）
- 営業部に在籍していた間、父からは「岡山で営業やってるくらいなら、東京へ戻って来い」と言われたという[3]。
- 2021年2月20日、シティライトスタジアムで開催された明治安田生命J2リーグ開幕戦 ファジアーノ岡山 vs ヴァンフォーレ甲府の実況中継で、山梨放送の櫻井和明と実況バトルを行った[5]。[注 1]なお、この放送は山梨放送にも中継された。
- 2023年4月より担当しているラジオ番組「OKYAAAMA!〜大都会オカヤマな夜〜」が2023年度日本民間放送連盟賞エンターテインメント部門 中四国地区審査「最優秀賞」、全国優秀賞を受賞した[6]。

## 担当・出演番組

### ラジオ
- 天神ワイド 朝（月・火曜 2023年4月 - ）
- おかやまニュースタイム（金曜 2023年4月 - ）
- ファジアーノ岡山実況生中継 ラジオを聴いて応援しよう（実況）
- みんなで守ろう黄色い道 岡山発マモちゃんラジオ
- OKYAAAMA!〜大都会オカヤマな夜〜（2023年4月 - ）
- あもーれ!マッタリーノ（木曜 2019年4月-2019年9月、月曜 2019年10月-2023年4月）
- おかやまニュースの時間（金曜 終了）

### テレビ
- RSKイブニングDonDon（終了）
- RSKイブニング5時（木・金曜MC、終了）
- RSK4時なま（木・金曜MC 2018年4月-2019年3月）

### 他局ゲスト出演
- 三石佳那の夜はフツーでいいじゃない。（電話出演 2020年5月11日　新潟放送）[7]
- 坂ちゃんのずくだせえぶりでい（電話出演 2020年5月15日　信越放送）
- JADDO（電話出演　宮崎放送）
- 午後はドキドキ!（スタジオ出演 2020年7月27日　山陰放送）[8]
- はみだし しゃべくりラジオ キックス（電話出演 2020年10月1日　山梨放送）[9]
- やのひろみ☆齊官昌伍のとりあえず生!（電話出演　南海放送）
- ウラのウラまで浦川です（電話出演 2021年3月30日[10]、2022年1月3日[11][注 2] 朝日放送ラジオ）
- 他言無用〜女性アナウンサーが好き勝手します〜（天の声 2021年4月2日　ラジオ福島）[12]
- やのひろみの部屋（Skype出演 2021年4月5日、2022年4月4日　南海放送）[13]
- ふくわうち（電話出演 2021年10月12日　 静岡放送）[14]
- 菊地真衣のこんなんで、いいのかYO!?（電話出演 2021年11月9日　LuckyFM茨城放送）[15]
- 爆笑問題の日曜サンデー（電話出演 2022年1月2日、2023年12月31日　TBSラジオ）
- 高原兄の5時間耐久ラジオ〜長て長てこたえられんが〜（電話出演 2022年1月29日　北日本放送）[16]
- 水曜日のカツオボーイズ（電話出演 2022年3月9日[17]、3月16日[18]、スタジオ出演 2023年4月19日[19]、4月26日[20]　高知放送）
- 高橋なんぐの金曜天国（電話出演 2022年9月23日　新潟放送）
- ナオミの夢ラジオ（電話出演 2022年9月30日　四国放送）
- 戸井康成の金曜スクラッパー（電話出演 2022年12月2日　CBCラジオ）
- ヒデとキトーのFooTALK!（電話出演 2023年2月21日　静岡放送）[21]
- 地方創生プログラム ONE-J（電話出演 2023年2月26日　TBSラジオ)[22]
- おとなりさん（スタジオ出演 2023年4月14日　文化放送）[23]

- 菊地真衣のこんなんで、いいのかYO!?（電話出演 2024年3月19日　LuckyFM茨城放送）[24]